# Danilo Ikodinović
Danilo Ikodinović (serbisch-kyrillisch Данило Икодиновић; * 4. Oktober 1976 in Belgrad) ist ein ehemaliger serbischer Wasserballspieler. Er war mit der serbischen Pop-Sängerin Nataša Bekvalac verheiratet.

## Vereine
| Klub                   | Land                   | Von       | Bis       |
| VK Partizan            | Serbien und Montenegro | 1992–1993 | 1998–1999 |
| Catania                | Italien                | 1998–1999 | 1998–1999 |
| Brescia                | Italien                | 1999–2000 | 2000–2001 |
| VK Partizan Raiffeisen | Serbien und Montenegro | 2001–2002 |           |
| Sintez Kazan           | Russland               | 2006–?    |           |

## Nationalmannschaft
Mit der serbischen Nationalmannschaft hatte Danilo schon große Erfolge. Bei der WM 2005 bezwangen sie Ungarn und holten Gold. Auch bei der Weltliga 2005 in Belgrad holten sie Gold. Bei den Olympischen Spielen 2000 holte er eine Bronzemedaille, 2004 Silber. Bei der EM 2006 bezwang Serbien erneut Ungarn auf eigenem Boden in Belgrad und holte nach Budapest 2001 und Kranj (Slowenien) zum dritten Mal in Folge Gold.
Medaillenspiegel
- Weltmeisterschaften:
  - Gold – 2005
  - Bronze – 1998, 2003
- Europameisterschaften:
  - Gold – 2001 in Budapest
  - Gold – 2003 in Kranj
  - Gold 2006 in Belgrad
- Weltliga:
  - Gold – 2005
- Olympische Spiele:
  - Bronze – 2000 in Sydney
  - Silber – 2004 in Athen
- Mittelmeerspiele
  - Gold – 1997